# Microcaecilia iwokramae
Microcaecilia iwokramae é uma espécie de anfíbio da família Siphonopidae. Endêmica da Guiana, onde pode ser encontrada na floresta de Iwokrama. Mede cerca de 11.2 centímetros.
A espécie foi descrita em 2010 por Marvalee H. Wake e Maureen Ann Donnelly como Caecilita iwokramae, em 2014 foi recombinada como Microcaecilia iwokramae.